# Ingrandes (Maine i Loira)
Ingrandes és un antic municipi francès, situat al departament de Maine i Loira i a la regió de País del Loira. L'any 2007 tenia 1.571 habitants.
L'1 de gener de 2016, Ingrandes es va fusionar amb Le Fresne-sur-Loire i formar el municipi nou de Ingrandes-Le Fresne-sur-Loire. És la seu administrativa de la nova entitat però no té pas l'estatut de municipi delegat.

## Demografia

### Població
El 2007 la població de fet d'Ingrandes era de 1.571 persones. Hi havia 639 famílies de les quals 193 eren unipersonals (51 homes vivint sols i 142 dones vivint soles), 194 parelles sense fills, 209 parelles amb fills i 43 famílies monoparentals amb fills.
La població ha evolucionat segons el següent gràfic:
Habitants censats

### Habitatges
El 2007 hi havia 769 habitatges, 657 eren l'habitatge principal de la família, 48 eren segones residències i 64 estaven desocupats. 696 eren cases i 71 eren apartaments. Dels 657 habitatges principals, 410 estaven ocupats pels seus propietaris, 241 estaven llogats i ocupats pels llogaters i 6 estaven cedits a títol gratuït; 2 tenien una cambra, 61 en tenien dues, 122 en tenien tres, 176 en tenien quatre i 296 en tenien cinc o més. 479 habitatges disposaven pel capbaix d'una plaça de pàrquing. A 300 habitatges hi havia un automòbil i a 266 n'hi havia dos o més.

### Piràmide de població
La piràmide de població per edats i sexe el 2009 era:
| Homes | Edats   | Dones |
| ----- | ------- | ----- |
| 0     | 95 o +  | 0     |
| 4     | 90 a 94 | 16    |
| 4     | 85 a 89 | 8     |
| 16    | 80 a 84 | 24    |
| 40    | 75 a 79 | 44    |
| 20    | 70 a 74 | 52    |
| 32    | 65 a 69 | 16    |
| 60    | 60 a 64 | 60    |
| 32    | 55 a 59 | 44    |
| 60    | 50 a 54 | 80    |
| 44    | 45 a 49 | 52    |
| 56    | 40 a 44 | 52    |
| 24    | 35 a 39 | 24    |
| 32    | 30 a 34 | 32    |
| 44    | 25 a 29 | 36    |
| 44    | 20 a 24 | 32    |
| 64    | 15 a 19 | 56    |
| 40    | 10 a 14 | 28    |
| 44    | 5 a 9   | 36    |
| 32    | 0 a 4   | 20    |

## Economia
El 2007 la població en edat de treballar era de 939 persones, 678 eren actives i 261 eren inactives. De les 678 persones actives 631 estaven ocupades (330 homes i 301 dones) i 47 estaven aturades (19 homes i 28 dones). De les 261 persones inactives 118 estaven jubilades, 85 estaven estudiant i 58 estaven classificades com a «altres inactius».

### Ingressos
El 2009 a Ingrandes hi havia 664 unitats fiscals que integraven 1.588,5 persones, la mediana anual d'ingressos fiscals per persona era de 16.483 €.

### Activitats econòmiques
Dels 80 establiments que hi havia el 2007, 1 era d'una empresa extractiva, 4 d'empreses alimentàries, 7 d'empreses de fabricació d'altres productes industrials, 13 d'empreses de construcció, 16 d'empreses de comerç i reparació d'automòbils, 6 d'empreses de transport, 5 d'empreses d'hostatgeria i restauració, 2 d'empreses d'informació i comunicació, 5 d'empreses financeres, 2 d'empreses immobiliàries, 4 d'empreses de serveis, 9 d'entitats de l'administració pública i 6 d'empreses classificades com a «altres activitats de serveis».
Dels 26 establiments de servei als particulars que hi havia el 2009, 1 era una oficina de correu, 2 oficines bancàries, 2 tallers de reparació d'automòbils i de material agrícola, 2 paletes, 3 guixaires pintors, 3 fusteries, 3 lampisteries, 2 electricistes, 3 perruqueries, 3 restaurants, 1 agència immobiliària i 1 saló de bellesa.
Dels 7 establiments comercials que hi havia el 2009, 1 era un supermercat, 2 fleques, 1 una carnisseria, 1 una botiga de roba i 2 floristeries.
L'any 2000 a Ingrandes hi havia 18 explotacions agrícoles.

## Equipaments sanitaris i escolars
L'únic equipament sanitari que hi havia el 2009 era una farmàcia.
El 2009 hi havia 2 escoles elementals. Ingrandes disposava d'un col·legi d'educació secundària amb 222 alumnes.

## Poblacions més properes
El següent diagrama mostra les poblacions més properes.